# Kut Rang (huyện)
Kut Rang (tiếng Thái: กุดรัง) là một huyện (amphoe) của tỉnh Maha Sarakham, đông bắc Thái Lan.

## Địa lý
Các huyện giáp ranh (từ phía bắc theo chiều kim đồng hồ) là Kosum Phisai, Borabue và Na Chueak của tỉnh Maha Sarakham, và Pueai Noi và Ban Phai của tỉnh Khon Kaen.

## Lịch sử
Tiểu huyện (King Amphoe) được tách ra from huyện Borabue ngày 1 tháng 4 năm 1995.
Theo quyết định của chính phủ Thái Lan ngày 15 tháng 5 năm 2007, tất cả 81 tiểu huyện đều được nâng thành huyện. Với việc đăng công báo hoàng gia ngày 24 tháng 8, việc nâng cấp thành chính thức..

## Hành chính
Huyện này được chia thành 5 phó huyện (tambon), các đơn vị này lại được chia ra thành 85 làng (muban). Không có khu vực đô thị (thesaban), có 5 Tổ chức hành chính tambon.
| STT | Tên        | Tên tiếng Thái | Số làng | Dân số |  |
| --- | ---------- | -------------- | ------- | ------ |  |
| 1.  | Kut Rang   | กุดรัง           | 16      | 6.724  |  |
| 2.  | Na Pho     | นาโพธิ์          | 21      | 9.899  |  |
| 3.  | Loeng Faek | เลิงแฝก         | 15      | 8.273  |  |
| 4.  | Nong Waeng | หนองแวง        | 14      | 5.859  |  |
| 5.  | Huai Toei  | ห้วยเตย         | 19      | 5.389  |  |